# Полянский, Василий Ипатович
Василий Ипатович Полянский (1742—1802) — российский чиновник, наиболее известный тем, что его библиотечное собрание стало основой Казанской университетской библиотеки.

## Биография
Биография В. И. Полянского известна лишь в общих чертах. Родился в семье казанских дворян (его отец служил Вятским воеводой в 1746—1748 годах), получив домашнее образование. Служил в Сибири, обратив на себя внимание императрицы Екатерины II. Был принят при дворе и направлен за казённый счёт в образовательную поездку в Европу. В мае — декабре 1771 года находился в Ферне, где был принят Вольтером, на которого произвёл благоприятное впечатление, и часто с ним общался. Философ подарил новому русскому другу свой портрет. После возвращения в Петербург Полянский получил должность секретаря Академии художеств, которую занимал в 1772—1778 годах. Параллельно он вошёл в состав Государственной комиссии по составлению законов. Из-за скандальной любовной связи оказался под следствием и был отпущен на поруки графа Чернышёва. Будучи полоцким и могилёвским наместником, граф направил Полянского советником в Могилевское наместническое управление, где, по некоторым данным, основал масонскую ложу. В 1781 году был переведён на аналогичную должность в Казанское губернское правление. В 1782 году вышел в отставку в чине надворного советника, и поселился в пригородном имении, занимаясь собиранием библиотеки. В конце жизни погрузился в религиозно-мистические настроения. В 1798 году пожертвовал свою библиотеку Казанской гимназии.